# Finale della Coppa del mondo per club FIFA 2006
La finale della 3ª edizione della Coppa del mondo per club FIFA si è tenuta il 17 dicembre 2006 all'International Stadium di Yokohama tra i brasiliani dell'Internacional, vincitori della Coppa Libertadores 2006, e gli spagnoli del Barcellona, vincitori della UEFA Champions League 2005-2006.

## Il cammino verso la finale
L'Internacional ha superato in semifinale l'Al-Ahly, campione della CAF Champions League 2006, per 2-1.
Il Barcellona è arrivato in finale eliminando l'América, vincitore della CONCACAF Champions' Cup 2006, per 4-0.

## La partita
Il primo tempo si chiude sullo 0-0 con poche emozioni, se si eccettuano un tiro a lato di Ronaldinho su respinta corta di Clemer e un'occasione di testa per Guðjohnsen che non inquadra la porta. Il secondo tempo inizia sulla falsariga del primo e le emozioni arrivano solo a cavallo della mezzora: Xavi prima impegna Clemer in una difficile parata a terra (74') e poi costringe Edinho ad un gran salvataggio (75'). All'82' l'Internacional colpisce: Iarley lancia Adriano che in velocità supera Belletti e batte Valdés con un destro sotto. Nel finale Clemer salva su Deco e all'86' Ronaldinho sfiora il palo su punizione.
Il risultato con cambia più e al fischio finale l'Internacional può festeggiare il primo successo nella competizione.

## Tabellino
| Arbitro: | Carlos Batres |

|                    |           |  |
| Adriano Gabiru 82’ | Marcatori |  |

| Internacional | Barcellona |

|             |    |                     |       |     |
|             |    |                     |       |     |
| P           | 1  | Clemer              |       |     |
| D           | 2  | Ceará               |       |     |
| D           | 3  | Índio               | 45’   |     |
| D           | 4  | Fabiano Eller       |       |     |
| D           | 15 | Rubens Cardoso      |       |     |
| C           | 8  | Edinho              |       |     |
| C           | 5  | Wellington Monteiro |       |     |
| C           | 7  | Alex                |       | 46’ |
| C           | 9  | Fernandão (c)       |       | 76’ |
| A           | 10 | Iarley              | 90+3’ |     |
| A           | 11 | Alexandre Pato      |       | 61’ |
| Sostituti:  |    |                     |       |     |
| C           | 17 | Fabián Vargas       |       | 46’ |
| A           | 18 | Luiz Adriano        |       | 61’ |
| A           | 16 | Adriano Gabiru      | 84’   | 76’ |
| Allenatore: |    |                     |       |     |
| Abel Braga  |    |                     |       |     |

|                |    |                          |     |     |
|                |    |                          |     |     |
| P              | 1  | Víctor Valdés            |     |     |
| D              | 11 | Gianluca Zambrotta       |     | 46’ |
| D              | 4  | Rafael Márquez           |     |     |
| D              | 5  | Carles Puyol (c)         |     |     |
| D              | 12 | Giovanni van Bronckhorst |     |     |
| C              | 3  | Thiago Motta             | 55’ | 59’ |
| C              | 24 | Andrés Iniesta           |     |     |
| C              | 20 | Deco                     |     |     |
| A              | 8  | Ludovic Giuly            |     |     |
| A              | 10 | Ronaldinho               |     |     |
| A              | 7  | Eiður Guðjohnsen         |     | 88’ |
| Sostituti:     |    |                          |     |     |
| D              | 2  | Juliano Belletti         |     | 46’ |
| C              | 6  | Xavi                     |     | 59’ |
| A              | 18 | Santiago Ezquerro        |     | 88’ |
| Allenatore:    |    |                          |     |     |
| Frank Rijkaard |    |                          |     |     |